# Royal Mail Ship
RMS, Royal Mail Ship, er skibstypeforkortelsen for skibe, der transporterer post for British Royal Mail.

## Kendte postskibe
- RMS Olympic
- RMS Queen Elizabeth
- RMS Queen Mary
- RMS Titanic

| Vandsport/vandtransport | Spire Denne vandsports- eller vandtransportsartikel er en spire som bør udbygges. Du er velkommen til at hjælpe Wikipedia ved at udvide den. |